# 丹西铁路
丹西铁路是规划中连接湖北省丹江口市和河南省西峡县的铁路系统，也是襄渝铁路与宁西铁路的连接线。途经湖北省丹江口市、河南省淅川县和西峡县，全长约90公里。
该线路可发挥汉丹铁路、襄渝铁路和宁西铁路的路网作用，缓解西煤东运和北煤南运运力紧张的矛盾。使武汉到西安的路径缩短200余公里。丹江口市近些年在积极推动该铁路的建设，2011年该铁路也纳入了河南省的规划。